# 山田辰夫
山田 辰夫（やまだ たつお、1956年1月10日 - 2009年7月26日）は、日本の俳優である。富山県射水郡大島町（現：射水市）出身。身長：170 cm、体重：56 kg。

## 略歴
富山県立高岡商業高等学校卒業後、上京し予備校を経て日本大学商学部に入学し後に中退。1975年12月、19歳で日本大学芸術学部の面々で立ち上げた劇団「GAYA」の創立メンバーとして俳優活動を開始、舞台「東京少年鑑別所」でデビューした。1980年、「GAYA」の舞台がきっかけで石井聰亙監督の『狂い咲きサンダーロード』に主演しスクリーンデビュー。この作品で報知映画賞・第2回ヨコハマ映画祭の各新人賞を受賞。しかし石井が冗談で「彼はあのまんまの人」とインタビューで答えたために、役柄そのままの「おっかない奴」と誤解されて仕事がない状態が続いた。1984年の『すかんぴんウォーク』（大森一樹監督、吉川晃司主演）では、大阪映画祭最優秀助演男優賞を受賞。1980年代にはディレクターズカンパニー系などの新鋭の若手監督作品によく起用された。
その後も『植村直己物語』『ヨコハマBJブルース』、和泉聖治監督『オン・ザ・ロード』、『凶弾』、若松節朗監督『ホワイトアウト』、滝田洋二郎監督『壬生義士伝』『陰陽師』、大林宣彦監督『理由』など100本以上の映画に出演した。2004年の『理由』からは大林作品の常連となる。
一方でテレビではデビュー作でついたチンピラ役のイメージが強く、テレビ向けでないとも言われていたが、『あしたがあるから』『教師夏休み物語』『正義は勝つ』・『炎の消防隊』『おくりびと』『沈まぬ太陽』などに出演した。ドラマ『はるちゃん』シリーズにも支配人役として出演。バラエティ番組の出演は数少なかったが、1992年3月31日には『森田一義アワー 笑っていいとも!』のテレフォンショッキングに石橋凌からの紹介で出演、お友達として内藤剛志を紹介した。また2006年8月10日には『ダウンタウンDX』に出演している。
2005年に胃がんで胃を全摘出して仕事復帰したが、2008年にがんの腎臓転移により再入院。2009年7月26日午前10時15分、胃がんのため東京都西多摩郡の病院で死去。53歳没。遺作は、2009年4月に撮影した10月公開の映画『沈まぬ太陽』。石井との再コンビが期待されていたが、石井からは何度もオファーがあったものの自分は石井作品のヒーローであり中途半端なことはできないからと1993年の『TOKYO BLOOD』の1話に主演しただけで終わっている。主演での最後の作品は2009年10月公開の『代行のススメ』。
前述の滝田とは高校時代の同級生で、3年間同じクラスかつ同時期に上京した縁もあり、2003年の映画『壬生義士伝』から共に仕事をするようになった。山田の急逝の報に滝田は「もっと山田を撮りたかった。一緒に映画をやれたことが誇り」と友人の死を悼んだ。また数々の作品で山田を起用した若松節朗は山田の病気のことを事前に知っていたという。

## 出演

### 映画
- 狂い咲きサンダーロード（1980年） - 主演・仁(暴走族「魔墓呂死」特攻隊長) ※スクリーンデビュー作
- 鉄騎兵、跳んだ（1980年） - 大関ひろし
- ヨコハマBJブルース（1981年） - ヨシヲ
- もっと激しくもっとつよく（1981年） -  蒔枝達也
- オン・ザ・ロード（1982年） - バイク少年
- 凶弾（1982年） - 内山正一
- すかんぴんウォーク（1984年） - 貝塚吉夫
- 魔の刻（1985年） - 鉄弥
- ユー・ガッタ・チャンス（1985年） - 貝塚吉夫
- 聖女伝説（1985年） - 工藤
- 愛の陽炎（1986年） - 松村
- 沙耶のいる透視図（1986年） - 島みつる
- 植村直己物語（1986年） - 須藤
- ボクの女に手を出すな（1986年） - 会田佑介
- シャコタン☆ブギ （1987年） - タクちゃん
- 「さよなら」の女たち（1987年） - 池田雅志
- リボルバー（1988年） - 石森
- …これから物語 〜少年たちのブルース〜（1988年） - 広瀬
- ちぎれた愛の殺人（1993年） - 武藤
- やくざ道入門（1994年、バンダイビジュアル） - 辰
- 汚い奴（1995年） - 森山(探偵)
- BAD GUY BEACH（1995年） - 近衛刑事
- ホワイトアウト（2000年） - 塚越啓三
- 実録・広島やくざ戦争（2000年） - 村西組幹部 村西正春
- クロエ（2001年） - 課長
- KT（2002年） - 外事課警部補
- オー・ド・ヴィ（2002年） - リツ子の夫
- マブイの旅（2002年） - 福間
- 壬生義士伝（2003年） - 佐助
- 陰陽師II（2003年） - 三善行憲
- Summer Nude（2003年） - 組長
- ゴジラ×モスラ×メカゴジラ 東京SOS（2003年） - 防衛庁内局部員[2]
- Is-A（2004年） - 永井
- 理由（2004年） - 小糸信治
- 火火（2005年） - 寺山医師
- 天使が降りた日（2005年）第2話「幸せになろうよ」 - 父親
- 阿修羅城の瞳（2005年） - 商人風の男
- いつか読書する日（2005年） - 河合裕次郎
- スクラップ・ヘブン（2005年） - 葛井守
- 日本抗争列島 牙の如く（2001年）
- 修羅のみち シリーズ
  - 修羅のみち１ 関東vs関西 全面戦争勃発（2001年）- 関東共住会系友成組組長 友成一信
  - 修羅のみち10 九州全面戦争（2004年）- 観音寺一家組員 国宮雄太
- 放郷物語 THROWS OUT MY HOMETOWN（2006年） - 佐竹徹
- 日本沈没（2006年） - 吉住医師(佳美の担当医)
- バッテリー（2007年） - 草薙
- 眉山-びざん-（2007年） - 松山賢一
- 魁!!男塾（2007年） - 極小路組組員 塩谷
- 転校生 -さよなら あなた-（2007年） - 吉田滝之助
- 22才の別れ Lycoris 葉見ず花見ず物語（2007年） - 配送センターの人
- 哀憑歌 〜CHI-MANAKO〜（2008年） - 吉田滝乃助
- おくりびと（2008年9月） - 富樫
- その日のまえに（2008年11月） - 日野原とし子の父
- 代行のススメ（2009年10月24日公開） - カズシ（カヨの父）
- 沈まぬ太陽（2009年10月24日公開） - 古溝安男 ※遺作

### Vシネマ
- ネオチンピラ 鉄砲玉ぴゅ〜（1990年、東映ビデオ＝東北新社） - 川村
- 獣のように（1990年、東映ビデオ）
- DOOR II TOKYO DIARY（1991年） - 石田
- 闇金の帝王 銀と金（1993年） - 巽有三
  - 闇金の帝王 銀と金2（1994年） - 巽有三
- 本気!（1994年） - 山形邦男
- コンプレックス・ブルー（1994年）
- (暴)株式会社3（1994年）
- 麻雀飛翔伝 哭きの竜 2・3（1996年） - 鬼塚
- 新・男樹（1997年） - 片桐剛太郎
- 凶銃・戻り道はない（1997年） - 殺し屋・藤村
- 平成残侠伝 血刃が吼える（1998年）
- 新ヤンママトラッカー ケイVS美咲 宿命の対決編（2000年） - 入間三郎
- 難波金融伝ミナミの帝王 劇場版 partXVII「プライド」（2001年） - 福知山康孝
- 実録・安藤組外伝 地獄道（2001年、監修：安藤昇） - 医者
- 暴力商売 金融餓狼伝2（2001年） - 岸和田組長
- 偽装殺人（2001年） - 金貸し
- 実録・柳川組 大阪戦争百人斬り（2002年、タキコーポレーション） - 大分 吉水組組長 吉水武男 ※特別出演
- 実録・青森抗争（2002年）
- 仁義30 義理の墓場（2002年、日本映像）
- 首領の女1（2002年） - 坂口組藤堂組若頭補佐 三品繁
- 実録・瀬戸内やくざ戦争 伊予路水滸伝（2003年） - 二代目大日本昭和会 剛誠会理事長 瓜成組組長 瓜成滝男
- 鉄(くろがね) 極道・高山登久太郎の軌跡（2004年） - 原告代理人(弁護士)
- 横浜暗黒街 華炎（2005年） - 仁藤会伍城組幹部 九鬼靖男(伍城不動産 専務)
  - 横浜暗黒街 侠華（2005年） - 伍城組幹部 九鬼靖男(伍城不動産 専務)
- 実録・大日本菊水会 〜双龍伝〜（2007年） - 大日本菊水会会長
- ビジネスマン必勝講座 ヤクザに学ぶカリスマ性（2008年）実例4「K会・M連合会 I会長の指導力」 - R親分

### テレビドラマ
- 野々村病院物語（1981年、TBS） - 古田守
- 土曜ワイド劇場（テレビ朝日）
  - 嘆きの団地妻（1981年12月19日）
  - 島めぐり豪華フェリー花嫁ツアー殺人事件（1988年2月6日）
  - 救急救命士・牧田さおり1（2002年1月26日） - 佐倉幸弘
- さよなら三角またきて四角（1982年、TBS） - 野沢留徳
- 野々村病院物語II（1983年、TBS）
- 外科医 城戸修平 第5話「カルテの死角」（1983年、TBS）
- 銀河テレビ小説（NHK）
  - 港駅（1984年） - 鬼沢源次 役
- 人妻捜査官 最終話「疑惑!?女刑事が刺された教会」（1984年、ABC・テレパック）
- ザ・ハングマンV 第26話「アベック強盗が海外逃亡を夢見た！」（1986年） - 宮坂四郎
- 月曜ドラマランド（フジテレビ）
  - みゆき（1986年8月4日） - 間崎竜一
- あぶない刑事 第31話「不覚」（1987年、日本テレビ） - 西山トシユキ
- ベイシティ刑事 第23話「ヘビの入れ墨をした女」（1988年3月16日、テレビ朝日・東映） - まさお
- 翔ぶが如く (NHK大河ドラマ)（1990年、NHK） - 柴山愛次郎
- パパ!かっこつかないゼ（1990年、フジテレビ） - 竹田秀昭
- しゃぼん玉（1991年、フジテレビ） - 安田春男
- あしたがあるから（1991年、TBS） - 加藤
- 刑事貴族3 第6話「汚れた顔の天使」（1992年、日本テレビ）
- 金曜ドラマシアター 実録犯罪史シリーズ「最期のドライブ 富山長野女子高生・OL連続誘拐殺人事件」[1]（1992年6月26日、フジテレビ）[9]
- RUN（1993年、TBS） - 平井健太郎
- ドラマ30 / 娘からの宿題（1993年、CBC）
- 白の条件（1994年、フジテレビ） - 橋本周平
- 静かなるドン 第11話(1995年、日本テレビ)
- 雲霧仁左衛門（1995年、フジテレビ） - 山猫の三次
- はるちゃん（1996 - 2002年、東海テレビ） - 支配人・和田
- 炎の消防隊（1996年、テレビ朝日） - 小隊長・中野浩（消防士長）
- 3番テーブルの客（1996年、フジテレビ）
- 英二ふたたび（1997年、フジテレビ） - 二郎
- ボディーガード（1997年、テレビ朝日） - 剣崎幸治
- 火曜サスペンス劇場（日本テレビ）
  - ラーメン横町・女たちの危険な午後（1988年、PDS）
  - 追跡4（1998年8月18日） - 千葉仁志
  - 小京都ミステリー27「奥州三代嫁姑殺人事件」（2000年1月11日） - 山崎刑事
  - 検事・霞夕子16「予期せぬ花束」（2000年7月25日） - 高田廣志
  - 弁護士・朝日岳之助15「北上川殺人暮色」（2000年9月19日） - 坂崎史朗
  - 検事・霞夕子19「犬を飼う女」（2002年4月16日） - 田辺善三
  - 「迂回路」（2003年11月） - 真鍋
- おだまりコンビシリーズ3「芸能界 殺しのオルゴール」（2000年10月6日、フジテレビ） - 海野康成
- 女学生の友（2001年8月4日、BS-i）
- ピッキングトリオの事件簿（2001年11月2日、フジテレビ） - 坂本昭夫
- 芸能記者・柳田信吉の挑戦（2003年2月26日、テレビ東京） - 津川浩
- 女タクシードライバーの事件日誌1「殺意の交差点」（2003年9月10日、TBS）
- 走る!国選弁護人（2004年8月21日）
- スカイハイ2（2004年、テレビ朝日）
- 救命病棟24時パート3（第7話　2005年2月22日、フジテレビ） - 小木勝
- 名奉行! 大岡越前 第1シリーズ 第1話（2005年4月18日） - 村瀬清一郎 役
- 鉄道警察官『走る捜査線』（2005年、テレビ東京） - 染谷京助
- 偽りの花園（2006年、東海テレビ） - 糸川権造
- 慶次郎縁側日記 第3シリーズ 第7話（2006年、NHK） - 栄五郎
- 新・京都迷宮案内4 最終話（2007年3月8日、テレビ朝日） - 里中教頭 役
- 金曜プレステージ
  - 法の庭（2007年） - 鮫津警視 役
- 水曜ミステリー9
  - 警視庁黒豆コンビ4（2007年10月10日） - 菅次郎
  - 街占師 〜北白川晶子の事件占い〜（2008年9月11日） - 水島晴彦
- 温泉 (秘) 大作戦 第5作「仕掛人vsホテル買収人 山口県長門温泉郷をめぐる謎の連続殺人！下関のトラフグと日本海仙崎イカの究極料理！」（2008年、朝日放送）
- 必殺仕事人2009 第1話「一刀両断」（2009年1月9日、ABC / テレビ朝日） - 駿河屋仁吉

### バラエティ番組
- ダウンタウンDX（2006年、ytv）

### 声優活動
- TO-Y（1987年、OVA作品） - イサミ

### 舞台
- あの川に遠い窓（2003年5月）

### CM
- キリンラガービール（2000年）
- トヨタ・カローラ、トヨタ自動車企業（2001年 - 2002年）
- JT企業（2002年）
- 東武特急スペーシア（2008年）